# Bán kính Schwarzschild

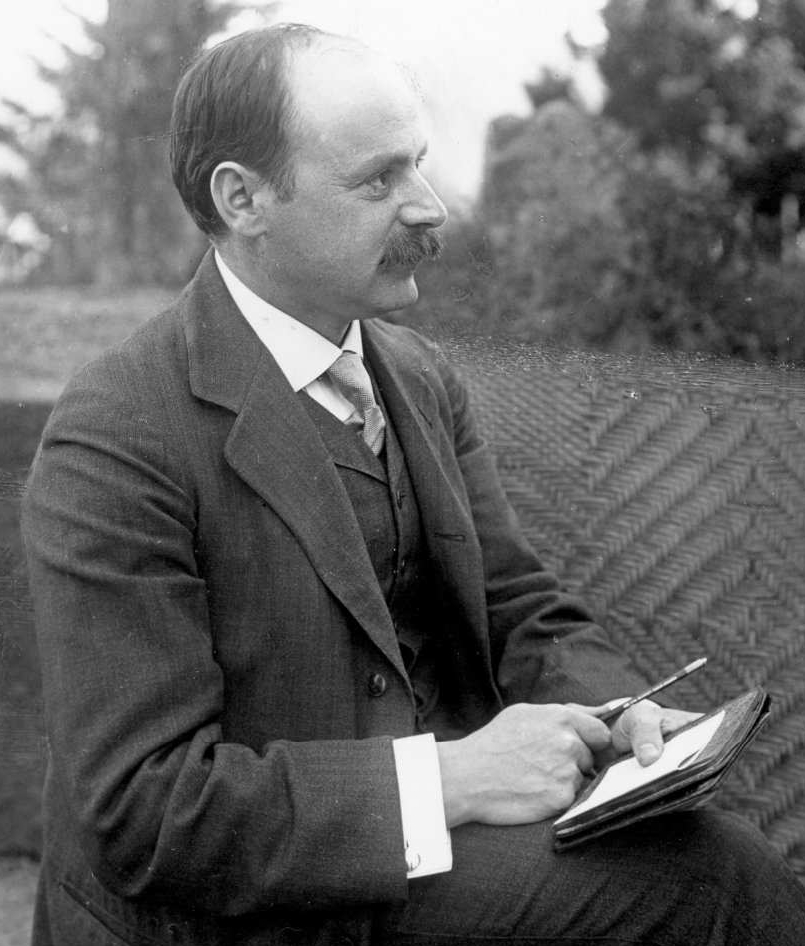
Karl Schwarzschild

Bán kính Schwarzschild hay bán kính hấp dẫn RS, của một vật thể là bán kính giới hạn mà nếu kích thước của vật thể bằng với giá trị này thì nó sẽ trở thành một hố đen (lực hấp dẫn lớn tới mức vận tốc vũ trụ cấp hai của vật thể đó đạt tới ngưỡng vận tốc ánh sáng). Bán kính Schwarzschild của vật thể khối lượng M được cho bởi công thức sau:
{\displaystyle R_{S}={\frac {2GM}{c^{2}}}}
Trong đó
{\displaystyle R_{S}} là bán kính hấp dẫn Schwarzschild, tính bằng m
G là hằng số hấp dẫn (6.6742×10-11 m3 kg-1 s-2)
{\displaystyle M} là khối lượng vật thể, tính bằng kg
c là vận tốc ánh sáng trong chân không (300.000.000m/s).
Bán kính Schwarzschild của Mặt Trời là xấp xỉ 3 km và của Trái Đất là khoảng 9 mm, nghĩa là nếu nén(thu nhỏ) toàn bộ Trái Đất lại thành một viên bi bán kính 9mm thì nó sẽ biến thành một hố đen.
Bán kính Schwarzschild là hệ quả của mêtric Schwarzschild do Karl Schwarzschild tìm ra vào năm 1916.
Tuy nhiên các nhà thiên văn học cần phải có nhiều thời gian hơn nữa để nghiên cứu sâu, tiếp cận tương đối gần để có thể tính toán, đo đạc chính xác các thông số về mật độ tại điểm kỳ dị, ngoài rìa chân trời sự kiện, hay kích thước hố đen tương quan với khối lượng ,đồng thời dựa trên kết quả quan trắc của nhiều hố đen có thể quan sát được trong vũ trụ, để có đủ cơ sở xây dựng công thức tính bán kính Schwazrschild Rs  cùng hằng số hấp dẫn G thật chính xác và thuyết phục . 
Xem thêm
- Lỗ đen
- Chân trời sự kiện